# بهادرخانی
بهادرخانی (به لاتین: Bahador Khani) یک منطقهٔ مسکونی در افغانستان است که در ولایت بادغیس واقع شده‌است.